# Nuestra Señora del Carmen Coronada (San Fernando)
Nuestra Señora del Carmen Coronada de San Fernando es una imagen de madera policromada que representa a la Santísima Virgen en su advocación del monte Carmelo, que se venera en la iglesia conventual de Nuestra Señora del Carmen de San Fernando. 
La advocación de la Virgen del Carmen es la patrona de la Armada española desde 1901 y el patronazgo de la advocación sobre la Armada tiene su germen en San Fernando , desde 1955 posee en su cintura el fajín de capitán general, el motivo de este reconocimiento a la Virgen del Carmen de San Fernando fue el estrecho vínculo entre la ciudad y la Armada española y su esfuerzo para conseguir este ansiado reconocimiento. Es patrona de la ciudad de San Fernando desde 1921 y posee el título de alcaldesa de honor perpetua de San Fernando desde 1955.

## La imagen y su autoría
Imagen de candelero de autor anónimo, de probable origen genovés, realizada en madera. Porta en su brazo derecho a un niño Jesús y en su mano izquierda el escapulario carmelitano y cetro. La imagen tiene pelo natural, la efigie es anónima donada a la Hermandad por su primer Hermano Mayor Luis de Ardila en 1708.

## Historia de la Hermandad
Fruto del establecimiento de los carmelitas Descalzos en la Isla de León en 1680 fue la fundación de la Hermandad de Nuestra Señora del Carmen cuyo primer cabildo se celebró el 24 de agosto de 1698, resultando elegido Hermano Mayor D. Luis de Ardila.
La licencia fundacional, dada en el Convento de Campo de Criptana por el P. General Fray Juan de la Anunciación el 16 de mayo de 1698, otorgaba a la Hermandad derecho de propiedad de Imagen propia de la Virgen. La actual y devota Imagen es una obra anónima, donación realizada por el Primer Hermano Mayor en 1708.
En el año 1740 la Hermandad adquiere al convento la tercera Capilla de la nave de la Epístola. Las obras del retablo se encargan al maestro tallista, afincado en Cádiz, D. Antonio de la Vega y el dorado a D. Antonio Valentín de Ostos.
La Hermandad celebraba de ordinario principalmente tres cultos:
La celebración de la Fiesta de la Virgen el Domingo Infraoctavo de la Festividad del Carmen, con sermón y procesión a la tarde con cruz parroquial y manifestación del Santísimo Sacramento. Esto último, es privilegio otorgado a la Hermandad desde la fundación y ratificado por el Obispado en 1784.
A la procesión del Corpus Christi de la Parroquia con sede en la antigua Iglesia del Castillo, asistía con la Imagen de la Virgen y celebraba solemnemente las honras generales por los hermanos difuntos durante el mes de noviembre con la instalación de un túmulo. Los cofrades eran inhumados en las dos bóvedas de enterramientos que la hermandad aún posee en la Iglesia.
En numerosas ocasiones los vecinos de la Isla han solicitado la intercesión de la Santísima Virgen del Carmen con motivo del azote de epidemias o catástrofes naturales: 
- En 1755, procesión de rogativa para apaciguar las aguas del maremoto de Lisboa
- En 1774, por el desastre provocado por un temblor de tierra
- En 1794, por el triunfo de las Armas españolas frente a los franceses
- En 1800, para mitigar la epidemia de fiebre amarilla
- En 1854, para la de cólera de morbo asiático
- En 1918, para la de gripe
- En 2020, por la pandemia COVID-19, en esta ocasión numerosos isleños desde sus balcones reproducían la «Salve Marinera» a través de equipos de sonido para su intercesión.

Antiguo Templete de la Virgen del Carmen Coronada

A iniciativa del Marqués de la Victoria, en 1769 se traslada el Departamento Marítimo de Cádiz a la Real Villa de la Isla de León. Gran devoto de la Virgen, impulsa la devoción carmelitana en la Armada iniciándose una indisoluble relación que lleva a notables marinos a ocupar los cargos de Hermano Mayor y Oficiales de la Hermandad.
Esta dilatada vinculación se reafirma cuando a principios del siglo XX, siendo prioste el Coronel de Artillería D. Juan de Aguilar y Lozano, se eleva propuesta a la Reina Regente Doña María Cristina de Habsburgo para su nombramiento como Patrona de la Armada. Petición que aprueba el ministro de Marina, D. Cristóbal Colón de la Cerda, duque de Veragua por Real Decreto de fecha de 19 de abril de 1901.
En reconocimiento por tan alta distinción la Hermandad acuerda al año siguiente, nombrar Hermano Mayor Honorario al Capitán General del Departamento Marítimo. La Santísima Virgen, por Decreto publicado en el Boletín Oficial del Ministerio de Marina el 10 de agosto de 1955, recibe los Honores de Capitán General.
Su Majestad, Alfonso XIII acepta el nombramiento de Prioste y Protector de la Hermandad, distinguiendo a la Cofradía con el Título de Real el 19 de diciembre de 1907.
El 14 de junio de 1920, atendiendo a la petición elevada por el Ayuntamiento presidido por D. Salvador García Suffo, mediante Rescripto Pontificio de Su Santidad Benedicto XV, la Santísima Virgen del Carmen fue nombrada Patrona de la Ciudad de San Fernando. La celebración del Patronazgo, se verificó los días 16 y 17 de julio del siguiente año. En 1954, siendo alcalde D. Francisco García Ráez, recibe la distinción de Alcaldesa Perpetua y Honoraria por acuerdo del Pleno celebrado el 27 de octubre.
Motivo de especial orgullo supone para la Hermandad, que mediante sus gestiones se pudo restaurar la vida de comunidad carmelitana en 1922, tras la exclaustración de 1835.
Culmen de esta fervorosa devoción, fue la Coronación Canónica y Pontificia. Su Santidad el Papa, Pío XII, en correspondencia a las preces elevadas por la Armada, el Ayuntamiento, la Sociedad de Fomento y Defensa, la Hermandad y la Orden del Carmen, ordena mediante un Breve Pontificio Vaticano la Coronación de la Patrona. El 12 de octubre de 1951, el Obispo de Cádiz, D. Tomás Díez Gutiérrez, en nombre del Santo Padre, coronó a la Santísima Virgen y su Divino Niño, con una soberbia obra de orfebrería del insigne maestro sevillano D. Manuel Seco Velasco.

## Coronación Canónica

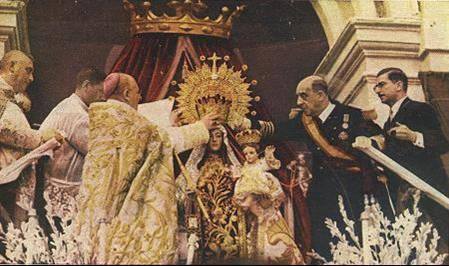
Momento de la Coronación Canónica

La iniciativa de la coronación canónica surge en marzo de 1950 a raíz de la propuesta hecha por el prior de la comunidad Fray Vicente de San José a la Hermandad, que la acoge con un gran entusiasmo, constituyéndose una comisión gestora encargada de involucrar en el proyecto al clero, Marina y Corporación Municipal. Un mes después se elevan las preces suplicatorias de la Santa Sede con el informe favorable del prelado de la Diócesis Tomás Díez Gutiérrez.
Las activas gestiones cosechan los frutos deseados, puesto que el 7 de junio de 1950 Pío XII firma el reescripto pontificio por el que se concede la ansiada coronación canónica. El 21 de agosto de ese año se constituye en Capitanía General la llamada Junta Magna Pro Coronación, que se encarga de preparar los solemnes actos.
Un extenso programa de actos precede la Solemne ceremonia de la coronación, siendo los padrinos de la misma el Almirante Salvador Moreno Fernández, Ministro de Marina, y el Alcalde de la Ciudad Francisco García Ráez. En el atrio de las casas consistoriales tiene lugar en la mañana del 12 de octubre de 1951 la misa pontifical oficiada por el prelado de la Diócesis Monseñor Díez Gutiérrez, y al terminar se procede a colocar sobre la sienes de la venerada imagen la artística corona. Posteriormente se organiza la procesión de regreso a su Templo, cubriendo el itinerario fuerzas de marina.
Durante la década de los 50 la imagen de Nuestra Señora del Carmen va a ser distinguida con los títulos de alcaldesa honoraria y Capitán general, concedidos por acuerdo de la Corporación Municipal y Decreto del Ministerio de Marina del 21 de diciembre de 1954 y 12 de agosto de 1955 respectivamente. Las correspondientes insignias les fueron impuestas el 12 de octubre de ese último año en el atrio del ayuntamiento por el alcalde de la ciudad Francisco García Ráez y el capitán general del Departamento marítimo Ramón de Ozámiz y Lastra.
La fecha del 12 de octubre queda marcada en los anales de la Hermandad del Carmen como un hito histórico, hasta el punto de que a partir de la coronación canónica se traslada a ese día la salida procesional de la imagen titular por las calles de la ciudad.

## La Virgen del Carmen y la Marina
La devoción carmelitana y marinera tiene dimensión oceánica y se remonta al siglo XVI. y fue introducida por los PP. Carmelitas que como Capellanes embarcaban en las expediciones americanas.
Dos singulares marinos están estrechamente vinculados a esta veneración y culto a la Virgen del Carmen.
En primer lugar, el teniente general D. Antonio Barceló y Don Juan José Navarro de Viana y Búfalo (Mesina 1.687 Isla de León 1.772), capitán general de la armada y su primer director general. Marqués de la Victoria, Bizarro militar, brillante marino de sólida piedad e ilustrada religión, adornado de grandes virtudes fue un gran devoto de la Virgen del Carmen desde su corta edad.
Gracias a su denodado empeño en 1769, se traslada el Cuerpo de Marina de la ciudad de Cádiz a la villa de la Real Isla de León (hoy ciudad de San Fernando).
El marqués de la Victoria asistía a los cultos carmelitanos y a presidir la Salve que todos los sábados se celebraba en este convento acompañado de su séquito oficial y del pueblo llano, trasladándose desde su casa en la Plazuela de las Tres Cruces (hoy Alameda Moreno Guerra).
Acaecida su muerte el 5 de febrero de 1772 a los 84 años, dispuso en su testamento que: 

"A su muerte sin pompa de aparato militar fuese trasladado en un coche a la Iglesia convento de religiosos de Nuestra Señora del Carmen, descalzos, para ser enterrado en ella"

De acuerdo con su última voluntad, fue enterrado en la bóveda principal en la iglesia del Carmen. Al año siguiente el Cuerpo General de la Armada le rindió merecido homenaje erigiendo a su costa un mausoleo de tres cuerpos, rematado con su escudo, en la última capilla del lado del Evangelio.

Posteriormente, fue trasladado al Panteón de Marinos Ilustres, siendo inhumado el 2 de mayo de 1870.
La importancia que tuvo el departamento marítimo de Cádiz en relación con la armada durante los siglos XVIII y XIX por residir en él los Cuerpos de la Armada: Piloto, batallones y brigadas de marina, Colegio Naval, Real Observatorio Astronómico y la Escuadra hizo que la devoción a la Virgen del Carmen prendiera la llama a toda la Armada. A lo largo de estos siglos han ocupado el cargo de Prioste desde D. José Antonio Mallén y Castro, comisario de guerra y de marina en 1723 hasta el Vicealmirante D. Andrés De Benito en 1977.
A primeros del siglo XX siendo prioste el Coronel de Artillería D. Juan de Aguilar y Lozano, da un nuevo impulso a la Hermandad. Se eleva propuesta a la reina Doña María Cristina de Habsburgo para su nombramiento como Patrona de la Armada.
Propuesta que aprueba el ministro de Marina, D. Cristóbal Colón de la Cerda, duque de Veragua, que quedó ligado a tan singular efeméride, por Real Decreto de fecha de 19 de abril de 1901.
La Hermandad del Carmen por acuerdo del 8 de junio de 1902 nombra Prioste de Honor al Capitán General del Departamento Marítimo.
Un decreto de 10 de agosto de 1955 le concede los honores de Capitán General.

## La Virgen del Carmen y la Ciudad
Cuentan las viejas crónicas que la Virgen del Carmen fue la primera ciudadana de La Isla. En realidad mucho antes de sentar sus plantas en este lugar, vino en el corazón de un obispo, don Juan de la Isla, que llegó a Cádiz en 1678 con la idea de levantar en la capital de una fundación carmelitana. No pudo llevarla a cabo allí porque existía un decreto de sus Regidores donde se acordaba que la primera fundación que se estableciese en la ciudad fuera de la Orden de los Mínimos.

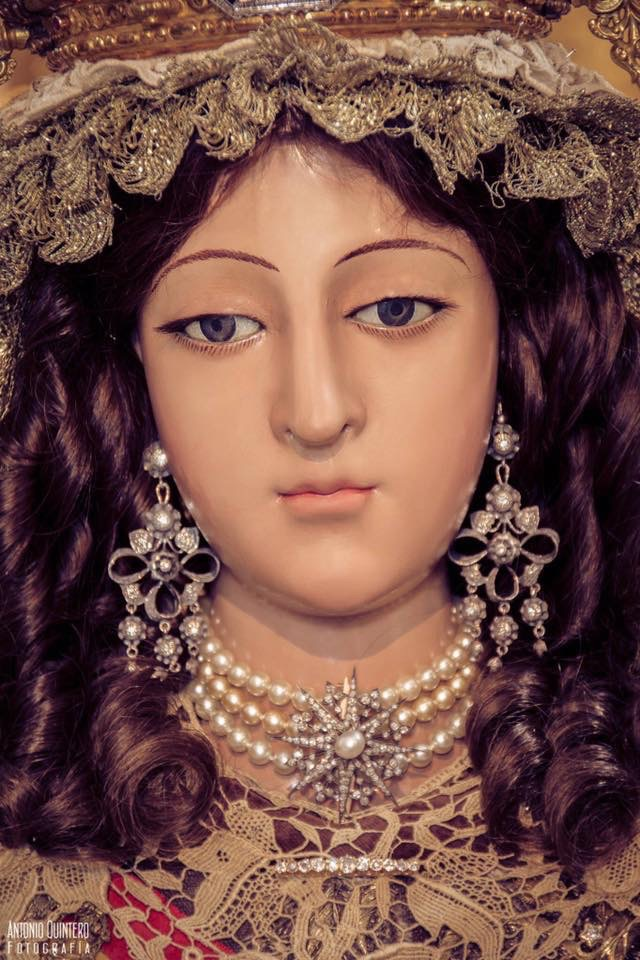
Perfil de la Virgen del Carmen

Ante esta situación el Prelado recordó la extensa posesión que había observado al pasar el Puente Zuazo. Decidido, compró la heredad y pidió licencia al Duque de Arcos, señor de La Isla. Por la propiedad pagó mil pesos, y el noble puso como única condición que la fundación llevase por titulares a San Joaquín y Santa Teresa.
El Obispo comunicó al Provincial de la orden carmelitana en Andalucía, fray Antonio de la Trinidad, para que abanderara dicha fundación. No se hizo esperar, a finales de mayo de 1680, llegaron a Cádiz el P. Antonio y cinco religiosos procedentes de distintos lugares de Andalucía. En junio del mismo año estos mismos frailes, presididos por el P. Pedro de la Visitación recibieron del Obispo 300 ducados de vellón y la posesión de la finca, junto con una pobre vivienda conocida hasta entonces como la casa de los diablos.En noviembre de ese 1680 se bendijo e inauguró la primitiva iglesia y se trajo la imagen de la Virgen, llegada desde Cádiz, desembarcada en el Puente Zuazo con parada en la Iglesia del Castillo y trasladada en solemne procesión hasta su casa isleña, que con tanto esfuerzo como celeridad le habían construido el maestro de obras, Diego Carrasco y los hermanos cien oficios, como llamaron a fray Juan del Santísimo, fray Pedro de San Bernabé y a los sacerdotes, legos y seglares que trabajaron para disponerlo todo y en 1687 poder entronizar al Santísimo y terminar definitivamente iglesia y convento el 2 de febrero de 1733.
Aquella primitiva imagen de 1680 fue transformada en dolorosa a la llegada, en 1708, de la que hoy se venera, donada por don Luis de Ardila. Con anterioridad, en 1742, se puso en el Altar Mayor la que desde entonces en él figura, imagen bellísima, estofada y que forma parte de la impresionante imaginería que el Carmen isleño encierra.
Hasta 1766 La Isla no se segrega de Cádiz, por tanto la virgen del Carmen es anterior a la constitución de La Isla como caserío o lugar independiente de la capital. Cuando llega la virgen, en La Isla hay apenas unos trescientos vecinos dispersos y es en torno al Carmen cuando empieza su desarrollo y gradual crecimiento. En torno al Carmen se forma la primera calle —alineación de casas—, distinta del camino Real que desde el Puente Zuazo comunica con Cádiz. San Fernando es, pues, el resultado de dos factores; un devoción como soporte espiritual y una industria, la naval, como recurso económico. Todo lo demás ha ido siendo accesorio.

## Cultos a Nuestra Señora del Carmen Coronada

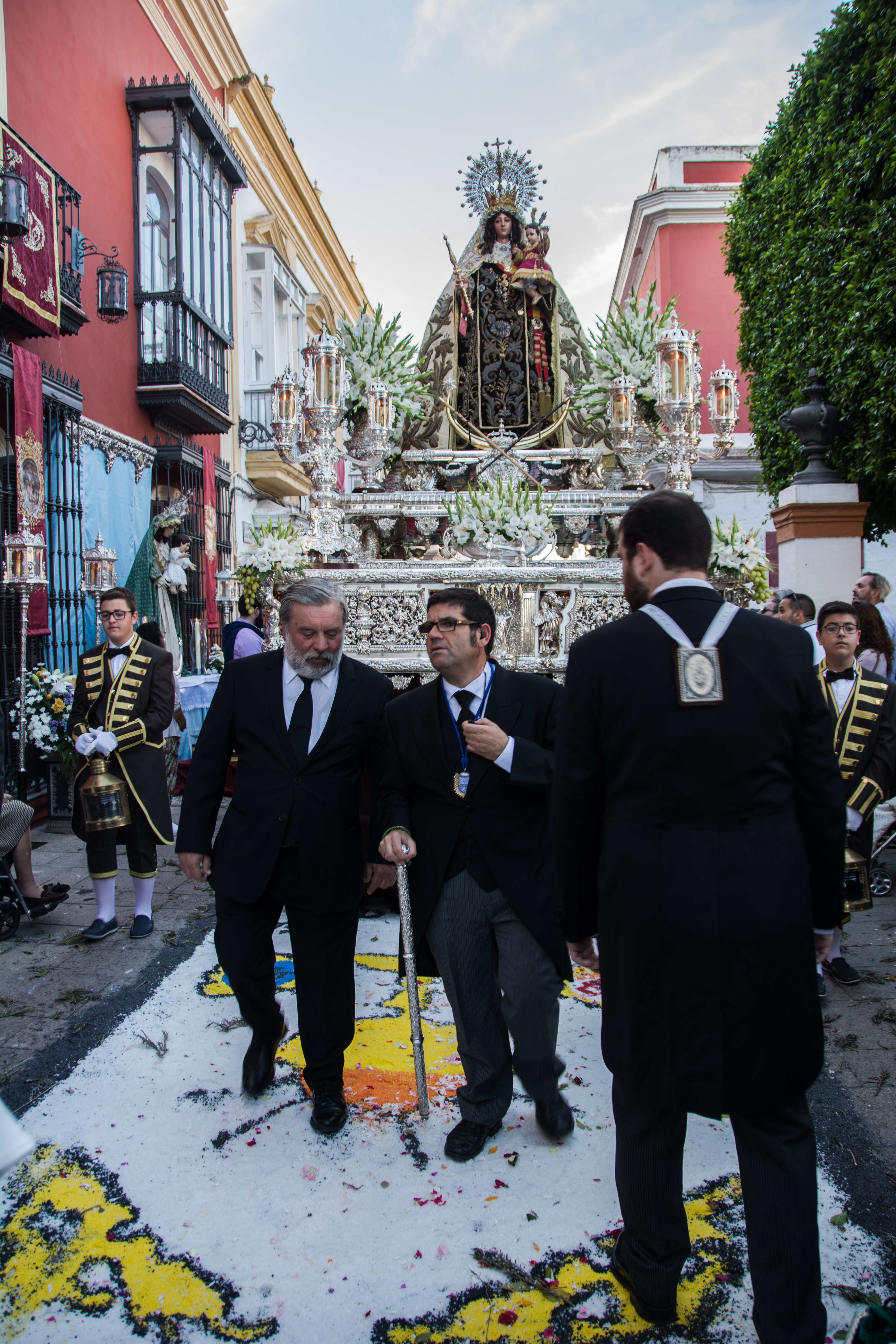
Procesión de la Virgen del Carmen coronada acompañando a SDM

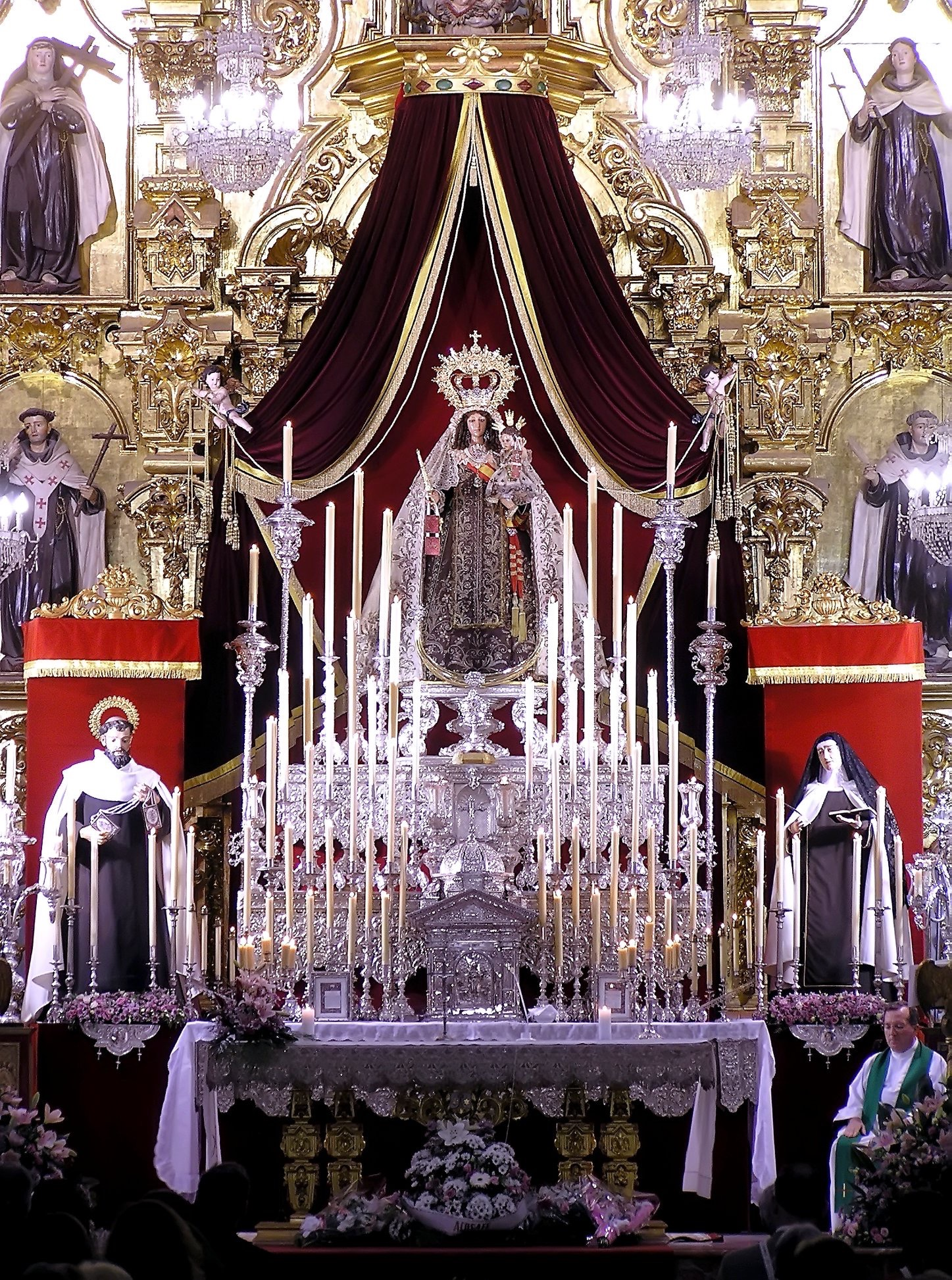
Solemne Novena

Festividad del Santísimo Corpus Christi
Con motivo de la Festividad del Santísimo Sacramento, la Venerada Imagen de la Santísima Virgen del Carmen Coronada tiene su salida en Solemne Procesión de ida hacia la Iglesia Mayor Parroquial de San Pedro y San Pablo y de los Desagravios. Acompaña al Santísimo, continuando con una antigua tradición, en la Procesión del Santísimo Corpus Christi.
Regresa a su Iglesia Conventual una vez finalizada la procesión de S.D.M. en Solemne Procesión de vuelta.
Novena a la Santísima Virgen del Carmen-Desde 7 de julio de 2023
Del 7 al 15 de julio la Hermandad celebra la Solemne Novena a la Santísima Virgen del Carmen Coronada con el siguiente orden de cultos:
Fecha: 7 de julio de 2023
Exposición de S.D.M.
Santo Rosario
Letanía Lauretana
Ejercicio de la Novena a la Virgen
Bendición y Reserva de S.D.M.
Santa Misa con Homilía
Salve
Imposición del Santo Escapulario
La víspera del día del Carmen, a las doce de la noche, se celebra un acto de felicitación a la Virgen conocido como “Ángelus de felicitación”.

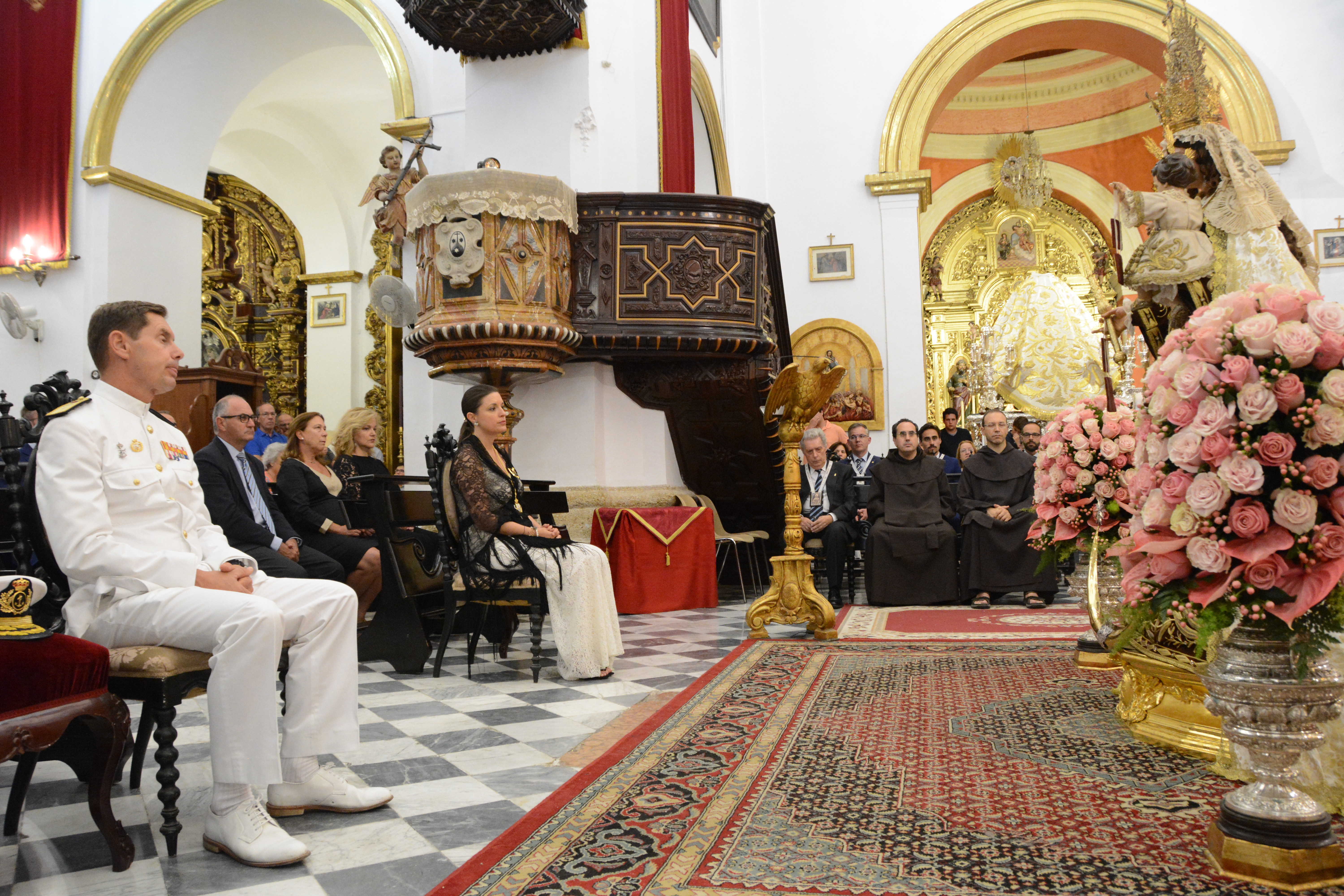
Ángelus de Felicitación a la Santísima Virgen del Carmen Coronada

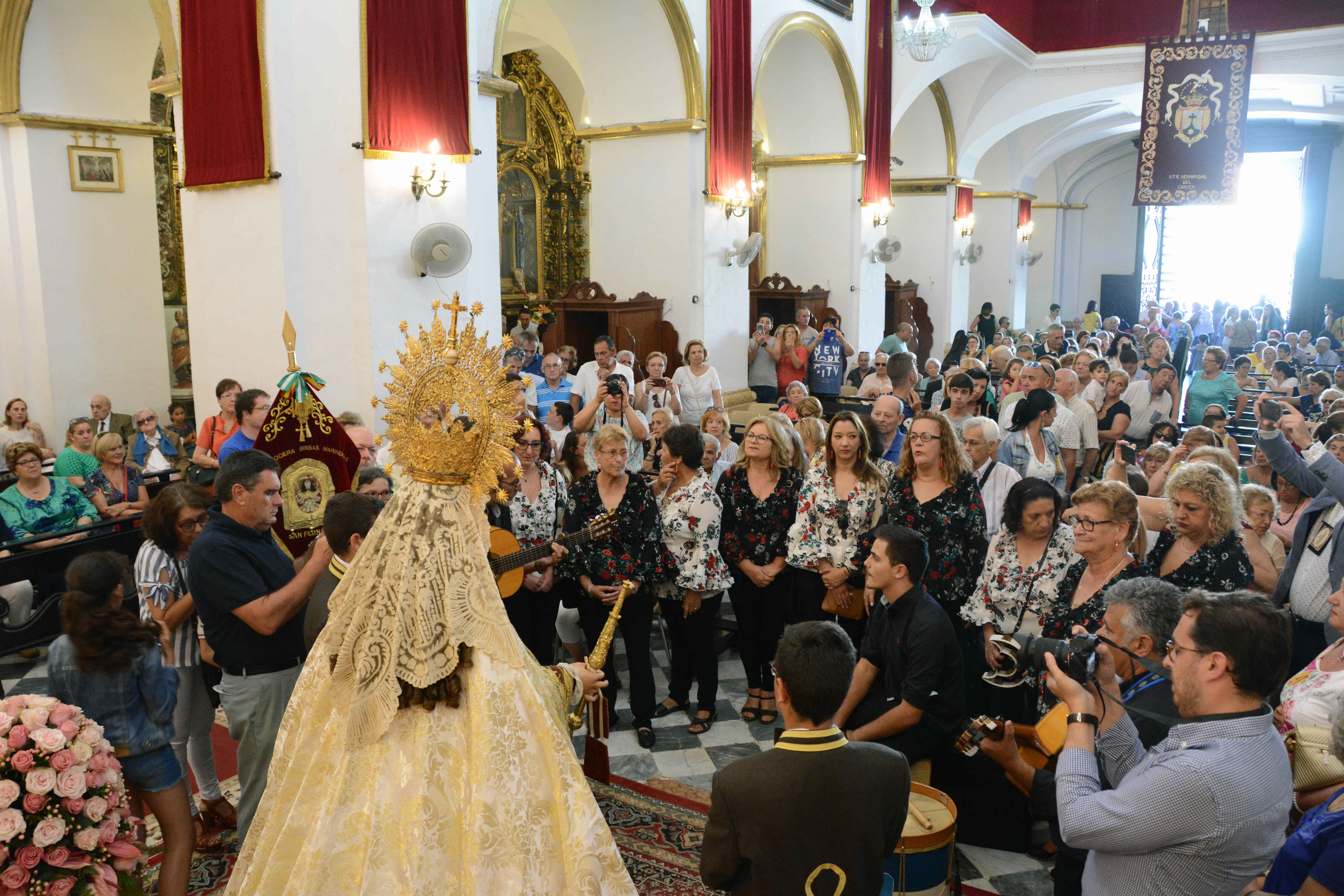
Besamanos a la Virgen del Carmen Coronada

El día 16 de julio, Festividad de Nuestra Madre, Solemne Función Principal y Devoto Besamano durante la mañana y posterior Procesión de Alabanzas por la tarde.
Solemne Función Principal de Coronación Canónica
En recuerdo y acción de gracias por la Coronación Canónica de la Santísima Virgen del Carmen, el día 12, Festividad de Nuestra Señora del Pilar, Solemne Función y posterior Besamanos durante todo el día.
Noviembre

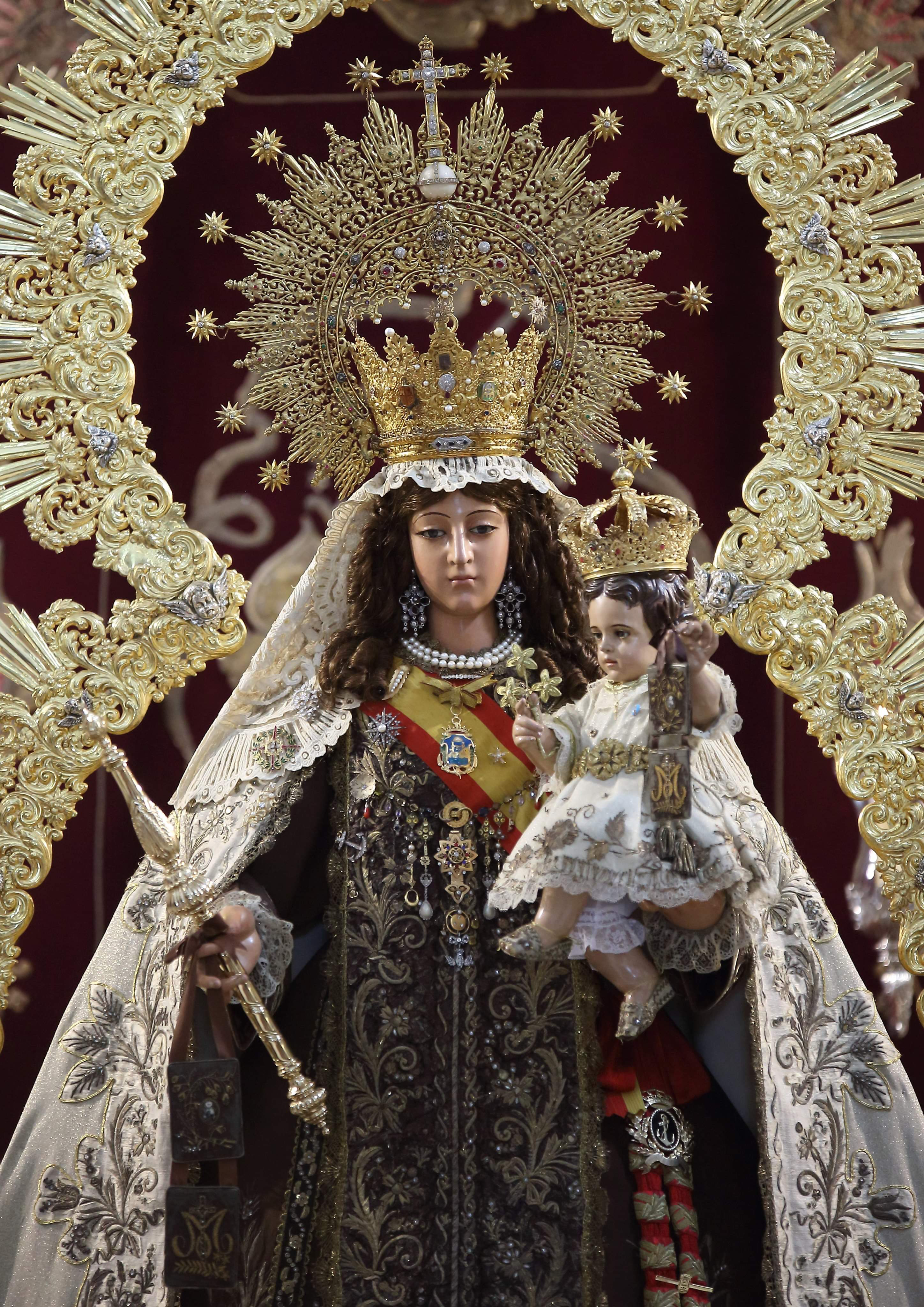
Besamanos con motivo del Aniversario de la Coronación Canónica

El tercer sábado de noviembre, Honras Generales por nuestros hermanos difuntos.
Cultos mensuales
Durante los terceros sábados de cada mes a las siete y media de la tarde, la Hermandad celebra cultos en Honor de la Virgen con el siguiente orden:
Exposición de S.D.M.
Rezo del Santo Rosario
Letanía Lauretana
Rezo de la Visita a la Santísima Virgen
Bendición y Reserva
Santa Misa
Salve

## Salve Marinera

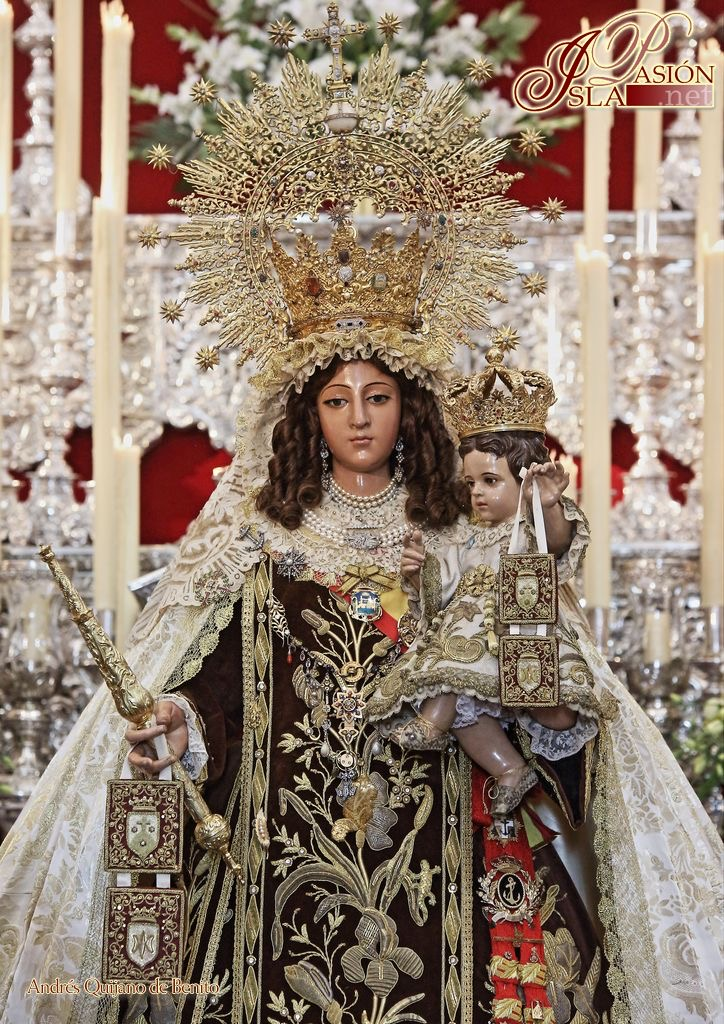

¡Salve!, Estrella de los mares,
de los mares iris, de eterna ventura.
¡Salve!, ¡oh, Fénix de hermosura!
Madre del Divino Amor.
De tu pueblo, a los pesares
tu clemencia dé consuelo.
Fervoroso llegue al cielo
y hasta Ti, y hasta Ti, nuestro amor.
¡Salve!, ¡salve!, Estrella de los mares.
¡Salve!, Estrella de los mares.
Sí, fervoroso llegue al cielo,
y hasta Ti, y hasta Ti, nuestro amor.
¡Salve!, ¡salve!, Estrella de los mares,
Estrella de los mares,
¡Salve!, ¡salve!, ¡salve!, ¡salve!.
Letra de Luis de Eguílaz y música de Cristóbal Oudrid.